# Дуйшенбиев, Райимберди Сейдакматович
Дуйшенбиев Райимберди Сейдакматович — киргизский генерал, занимавший должность начальника Генерального штаба Вооружённых Сил КР (11 мая 2016 год — 9 октября 2020 год). А также является бывшим командующим пограничных войск Кыргызстана.

## Биография
- В начале 1990-х учился а Академии пограничной службы КНБ, в 2007 году окончил Московский пограничный институт ФСБ РФ.
- В августе 2011 года назначен заместителем председателя Государственной пограничной службы КР.
- С ноября 2013 года по февраль 2014 года исполнял обязанности председателя Государственной пограничной службы.
- 22 февраля 2014 года официально назначен председателем Государственной пограничной службы.
- 11 мая 2016 года указом Президента, Алмазбека Атамбаева назначен начальником Генерального штаба Вооружённых сил.[7][8]
- В ноябре 2018 года Дуйшенбиев оказался в центре споров, когда возник скандал с участием его младшего брата, который также является военнослужащим, что вызвало обвинения в особом обращении из-за статуса его брата.[9]
- В октябре 2020 года, был уволен с поста начальника Генерального штаба президентом Сооронбаем Жээнбековым, из-за его реакции на протесты в Кыргызстане 2020 года. Его сменил предшественник генерал Таалайбек Омуралиев.[10][11][12]

## Примечание
1. ↑  Райимберди Дуйшенбиев назначен начальником Генерального штаба Вооруженных Сил Кыргызской Республики » Официальный сайт Президента Кыргызской Республики. Дата обращения: 14 августа 2023. Архивировано из оригинала 12 ноября 2017 года.
2. ↑  Дуйшенбиев Райимберди Сейдакматович, биография. who.ca-news.org. Дата обращения: 14 августа 2023. Архивировано 6 июня 2023 года.
3. ↑  В центре Парижа вырастет российский духовный центр | Вестник Кавказа. vestikavkaza.ru. Дата обращения: 14 августа 2023. Архивировано 14 августа 2023 года.
4. ↑  Райимберди Дуйшенбиев возглавил Генштаб Вооруженных сил. rus.azattyk.org. Дата обращения: 14 августа 2023. Архивировано 29 января 2023 года.
5. ↑  Райимберди Дуйшенбиев назначен начальником Генерального штаба Вооруженных сил Кыргызстана - Новости Кыргызстана. Дата обращения: 14 августа 2023. Архивировано 29 января 2023 года.
6. ↑  КТРК. Райимберди Дуйшенбиев назначен начальником Генштаба ВС КР. Национальная Телерадиовещательная корпорация Кыргызской Республики. Дата обращения: 14 августа 2023. Архивировано 29 января 2020 года.
7. ↑  Начальник ГШ ВС КР | Генеральный штаб Вооруженных Сил Кыргызской Республики. Дата обращения: 14 августа 2023. Архивировано из оригинала 1 апреля 2019 года.
8. ↑  Дуйшенбиев Райимберди Сейдакматович. Вечерний Бишкек (22 мая 2014). Дата обращения: 14 августа 2023. Архивировано 7 мая 2023 года.
9. ↑  «Особые условия для родственника». В армейском скандале всплыло имя главы Генштаба ВC Дуйшенбиева. rus.azattyk.org. Дата обращения: 14 августа 2023. Архивировано 29 января 2023 года.
10. ↑  Президент Киргизии обсудил с начальником Генштаба ситуацию в стране. РИА Новости (9 октября 2020). Дата обращения: 14 августа 2023. Архивировано 29 января 2023 года.
11. ↑  Президент Жээнбеков посетил Генштаб и встретился с начальником Генштаба Омуралиевым. Фото. Новости Кыргызстана (9 октября 2020). Дата обращения: 14 августа 2023. Архивировано 29 января 2023 года.
12. ↑  Главе Генштаба Киргизии велено взять под контроль ситуацию в Бишкеке. vesti.ru. Дата обращения: 14 августа 2023. Архивировано 9 июня 2023 года.